# ويلهلم مايكلسين
ويلهلم مايكلسين (بالألمانية: Wilhelm Michaelsen)‏ هو عالم حيوانات ألماني، ولد في 9 أكتوبر 1860 في هامبورغ في ألمانيا، وتوفي بنفس المكان في 18 فبراير 1937.